# Leucotmemis simillima
Leucotmemis simillima là một loài bướm đêm thuộc phân họ Arctiinae, họ Erebidae.